# Thil (Marne)
Thil település Franciaországban, Marne megyében. Lakosainak száma 318 fő (2022. január 1.). Thil Courcy, Loivre, Pouillon, Saint-Thierry és Villers-Franqueux községekkel határos.

## Népesség
A település népessége az elmúlt években az alábbi módon változott:
| Lakosok száma | 186  | 272  | 257  | 274  | 290  | 295  | 296  | 301  | 307  | 318  |
|               | 1968 | 1982 | 1990 | 2006 | 2013 | 2015 | 2017 | 2019 | 2020 | 2022 |